# Friedhelm Kemna

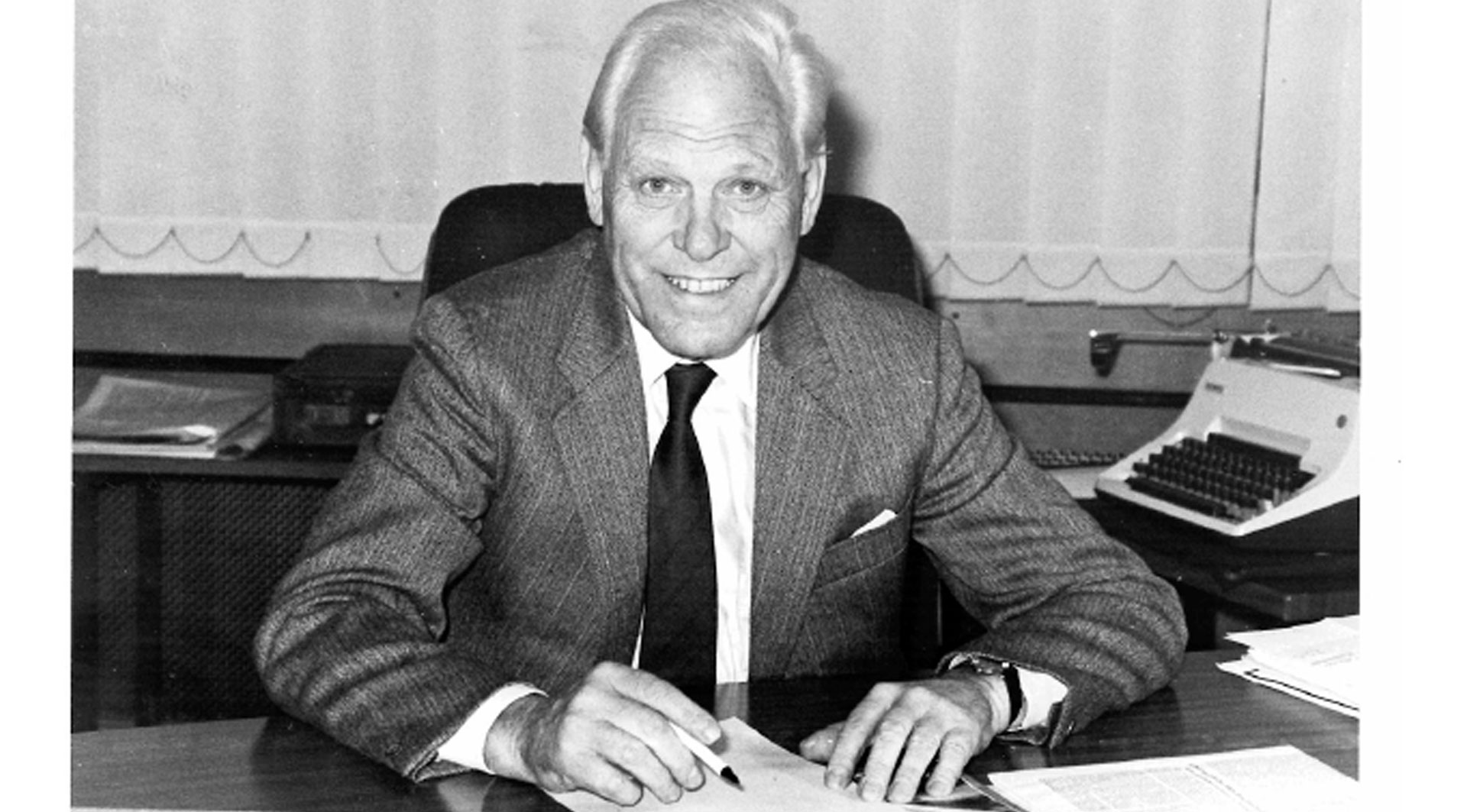
Friedhelm Kemna

Friedhelm Kemna (* 14. November 1925 in Dortmund; † 28. März 2007 in Berlin) war ein deutscher Journalist.
Kemna wurde als Kind eines staatlichen Hausbeamten und einer Hausfrau geboren und wuchs zusammen mit seiner älteren Schwester in Dortmund auf. Ab 1930 besuchte er Schule und Gymnasium in Dortmund und Bad Godesberg. Am 18. August 1943 wurde er in die Wehrmacht einberufen und verrichtete dort seinen Militärdienst, zum Schluss als Leutnant im Panzerregiment. 1944 wurde er in Russland verwundet und geriet 1945 in amerikanische Kriegsgefangenschaft. Nachdem er das Abitur nachgeholt hatte, studierte er ab 1946 Germanistik, Geschichte und Allgemeine Literaturwissenschaften in Köln und Bonn, unter anderem an der Rheinischen Friedrich-Wilhelms-Universität. Hier entwickelte Kemna auch sein Interesse am Journalismus und veröffentlichte erste kleine Artikel in der Universitätszeitung. 1969 lernte Kemna in Hongkong die bei der Pan American Airways arbeitende Stewardess Isabel Dustmann kennen, die er dort nach sechs Monaten am 16. August heiratete.

## Journalistische Laufbahn
Kemnas erste Arbeit als Journalist kam 1951 beim Exchange Telegraph in London zustande. 1952 wechselte er zu United Press International (UPI) und blieb dort bis 1960 Korrespondent in Bonn, London und Berlin. 1961 erhielt er seine erste Stelle als Redakteur in Hamburg und arbeitete bis 1966 als Korrespondent der Welt in Hamburg, London und Berlin.

### Südostasien

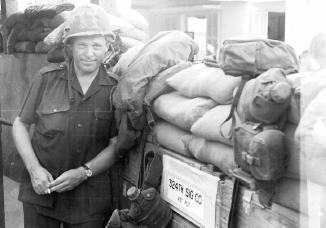
Friedhelm Kemna in Vietnam

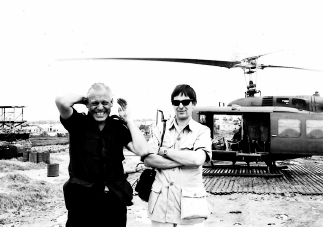
Friedhelm Kemna vor einem Helikopter in Vietnam

Ab 1966 reiste Kemna als neuer Auslandskorrespondent der Welt durch Südostasien. Er wohnte unter anderem in Singapur, Hongkong und Saigon und richtete seinen journalistischen Fokus auf Vietnam, Laos und Kambodscha. Während dieser Zeit erlebte er das Kriegsgeschehen in Vietnam hautnah und dokumentierte die Zustände in Saigon und im Kriegsgebiet in Reportagen für die Welt mit bis zu 20 Artikeln pro Monat für die deutsche Leserschaft. In seiner Arbeit ließ er sich auf die ärmere Bevölkerung ein und schuf über Interviews mit unterschiedlichsten Personen ein differenziertes Bild der Situation. Interviews mit ehemaligen Vietcong-Soldaten, Ex-Guerilla-Kämpfern, führten zu einer seiner Reportagen Chieu Hoi – der lautlose Krieg:

„Auf ihrem Feldbett in der Frauenbaracke des Lagers lag eine kleine, fast zerbrechlich schmale Vietnamesin, die Haare streng zu einem Knoten geflochten, den Mund voller Goldzähne. Auf der oberen Bettetage glucksen zwei Mädchen vor Vergnügen über amerikanische Comic strips. Die Vietnamesin ist schwanger im vierten Monat. Vor sechs Monaten kam sie ins Lager, nach sieben Jahren Guerillakampf, in dem sie es bis zum Leutnant und stellvertretenden Kompaniechef einer Vietkongeinheit gebracht hatte. Ihr Mann, ein Kompanieführer, wurde im Kampf getötet. Die 31jährige, die nach ihren Worten ein „strenges Regime“ über 117 männliche Vietkong-Soldaten ausübte, erwarb im Dschungel elf Auszeichnungen für Tapferkeit. […] „Ich bin müde und will nicht mehr kämpfen. Ich sehe keinen Sinn mehr darin. Ich will zurück auf die Reisfelder im Delta zu meiner Familie“, sagt sie. Sie war Spezialistin für Hinterhalte. […] Wie lange ihrer Meinung nach dieser Krieg noch dauern könnte, frage ich. […] „Wie lange? Ich weiß es nicht. Ich habe nichts anderes als Krieg erlebt. Für mich ist Frieden, wenn ich nicht mehr zu kämpfen brauche“, sagt sie.“

Während seiner Zeit in Saigon erlebte Friedhelm Kemna als Teil des Vietnam-Krieges außerdem zahlreiche Angriffe wie zum Beispiel die Tet-Offensive. Da gerade das Vietnamesische Neujahrsfest gefeiert wurde, waren weder die Amerikaner noch die südvietnamesischen Truppen auf diesen Angriff vorbereitet, sodass die NLF-Kommandos bis zur US-Botschaft vordringen konnten. Da Friedhelm Kemna sich zu diesem Zeitpunkt mitten in Saigon befand, dokumentierte er diese Offensive und ihre Schrecken in einer längeren Reportage:

„Saigons bitterste Nacht begann mit einem Freudenfest. Die Bevölkerung feierte Neujahr. Das ‚Jahr des Affen‘ – nach der Legende ein Jahr des Unglücks und der Beschwernis – nahm seinen Anfang. Unter dem Klang buddhistischer Tempelglocken und dem Getöse von Feuerwerkskörpern startete der Vietkong seine bisher größte Offensive in diesem Krieg. […] Die ‚Christbäume‘ – Leuchtkugeln an Fallschirmen – hängen über dem Flugfeld und werfen gespenstisch flackernde Helle an den dunklen Tropenhimmel. Auf einer der Startbahnen jagen Düsenbomber donnernd von der Piste. […] Im Restaurant des ‚Continental‘-Hotels stehen Diplomaten, Journalisten, Regierungsbeamte mit Cocktail. Weißer Smoking und gedämpftes Französisch, das Thema ist Khe Sanh, die erwartete nordvietnamesische Offensive. […] In das Knattern des Mopeds und der Feuerwerkskörper mischt sich das dumpfe Wummern von fernen Artillerieeinschlägen und das Grollen der Düsenbomber, die hoch am Himmel über die Stadt ziehen. In Saigon nichts Neues. […] Mittwoch: Um acht Uhr klirren die Fenster des Hotelzimmers von nahen, schnell aufeinanderfolgenden Granateinschlägen. In der Halle unten sagt jemand etwas von einem Anschlag auf die amerikanische Botschaft. Gerüchte über einen Staatsstreich machen die Runde. In Abständen von fünf Minuten sendet Radio Saigon eine Warnung an die Vietnamesen, in ihren Häusern zu bleiben. […]
Zur US-Botschaft sind es nur wenige Häuserblocks. Der Weg ist lebensgefährlich. […] Die Mauer vor dem Rasen ist von einer Bazooka durchschossen. Die Eingangshalle zertrümmert. Auf dem Rasen spricht General Westmoreland in die Mikrofone. Sein Gesicht zuckt nervös. Der Anschlag des Vietkong ist mißglückt. Ein Offizier in schmutzigem, blutverschmiertem Hemd gibt einen ersten Bericht. Vor zwei Stunden hatte er mit seinen Männern die letzten Vietkong niedergemacht. Zwei von ihnen liegen zehn Schritt entfernt an einem Blumenbeet, die verrenkten Glieder im Tode erstarrt. […] Es sind zwei von den 19 der kleinen Soldaten des Selbstmordkommandos. […] Aus einem der Hauseingänge kommt langsam, mit schweren Schritten ein südvietnamesischer Major. Auf seinen Armen hält er ein Kind, ein blutiges Bündel. Es ist sein Kind. Die Vietkong waren in seiner Abwesenheit in sein Haus eingedrungen und hatten seine sechsköpfige Familie niedergeschossen. […] Auch die An-Quang-Pagode ist gestürmt. In einer Gruppe stehen sechs, acht gefangene Vietkong, die Hände auf dem Rücken gefesselt. Ein südvietnamesischer Panzeroffizier zerrt einen aus der Gruppe heraus und brüllt irgend etwas. Wenige Schritte weiter steht General Nguyen Ngoc Loan, der Chef der Sicherheitspolizei und schießt das Magazin seiner Pistole auf den Gefangenen leer. Der Fotograf einer amerikanischen Nachrichtenagentur drückt im selben Augenblick auf den Auslöser seiner Kamera. General Loan dreht sich langsam um, blickt kühl, bewegungslos in die Objektive. ‚They killed many American and many of my people these days‘, sagt er und steckt die Pistole in den Gürtel zurück. […]
Zwei Ecken weiter liegt die verkrümmte Leiche eines Vietkong. Junge Burschen hatten ihn aus einem der Häuser geholt und mit Stangen und Knüppeln totgeprügelt. […] Am Postgebäude drückt mir ein Vietnamese seinen Karabinerlauf in den Rücken. Ich brauche 20 Minuten, ihm zu erklären, dass ich zur Fernschreibestelle will. Eine Schachtel Zigaretten öffnet schließlich den Stacheldraht. Langsam gehen, hatten mich Kollegen gewarnt. Die nervösen, übermüdeten kleinen Soldaten schießen ohne Anruf auf alles, was schnell geht oder läuft. […] Der Abend beginnt mit dem Donnern der Artillerie und Raketen draußen vor Tan Son Nhut, wie immer eigentlich. An der Ecke der Nguyen Huë, wo Karabinerschüsse die Hauswand zerbröckelt haben, hält mir ein kleiner, schwarzäuiger Bub seinen Knallfrosch hin. ‚You Matches?‘ fragt er, und ich halte die glühende Zigarette an den Zünder. Der Frosch tanzt knallend über das Pflaster, und der kleine Junge kreischt vor Vergnügen.“

Aufgrund seiner vielseitigen Erfahrungen in Südostasien wurde Friedhelm Kemna von Rolf Italiaander 1970 gebeten, einen Beitrag im Buch Diktaturen im Nacken zu verfassen:

„Es war im Oktober 1969, irgendwo abseits der Straßen, in einem verstaubten Bergdorf Zentral – Luzons, als die Filipinos ihren neuen Präsidenten wählten. ‚Mach’ Dein Kreuz hinter diesen Namen‘, kommandierte der bewaffnete ‚Wahlhelfer‘ des Kandidaten. ‚Es wird gut für Dich sein‘. Der Bauer, des Lesens unkundig, schaute nur kurz auf den Pistolenknauf in der Rocktasche seines Ratgebers, und tat, wie ihm geheißen wurde. Wer denn die Person sei, der er soeben seine Stimme gegeben habe, wollte der Bauer noch wissen. ‚Ein Mann, der die Demokratie in diesem Lande verteidigt‘, lautete die knappe Auskunft, ehe die Stimme des Bürgers im Schlitz der blechernen Urne verschwand. Der Beobachter erschrak, betroffen von der Demaskierung eines Ornaments, das ihm Symbol für nationale Integrität, Fortschritt, Freiheit schien, und er befragte in der Stadt die Demokraten, die man ihm als fortschrittlicher, westlicher als andere Asiaten geschildert hatte. Sie alle hatten die Maske auf, sprachen von Wahlfälschung und Betrug und von Verrat an der Demokratie. Nur einer, ein alter Professor der Rechte, der einst bei der Verfassung seines Landes Geburtshilfe leistete, lächelte fast nachsichtig: ‚Asien, mein Freund, ist anders. Die Demokratie, die wir wollen und die unsere Zukunft ist, hat hier und anderswo Gegner, die in ihren Mitteln nicht zimperlich sind. Sie mit Methoden der konstitutionellen Freiheit – wenn sie so wollen demokratisch – zu bekämpfen, käme dem Hauswirt gleich, der einem bewaffneten Dieb mit nichts als dem Gesetzbuch in der Hand entgegenträte. Sein demokratischer Skrupel wird ihm nicht helfen. Wer demjenigen die Freiheit einräumt, der die Freiheit zerstören will, betrügt die Demokratie letzten Endes ebenso wie derjenige, der den Bürgern die verfassungsmäßigen Rechte beschneidet‘.“

Nach seinem Umzug nach Berlin 1972 leitete Kemna die Berliner Ausgabe der Welt bis Ende 1978.

### Bonn und die „Hauptstadtfrage“

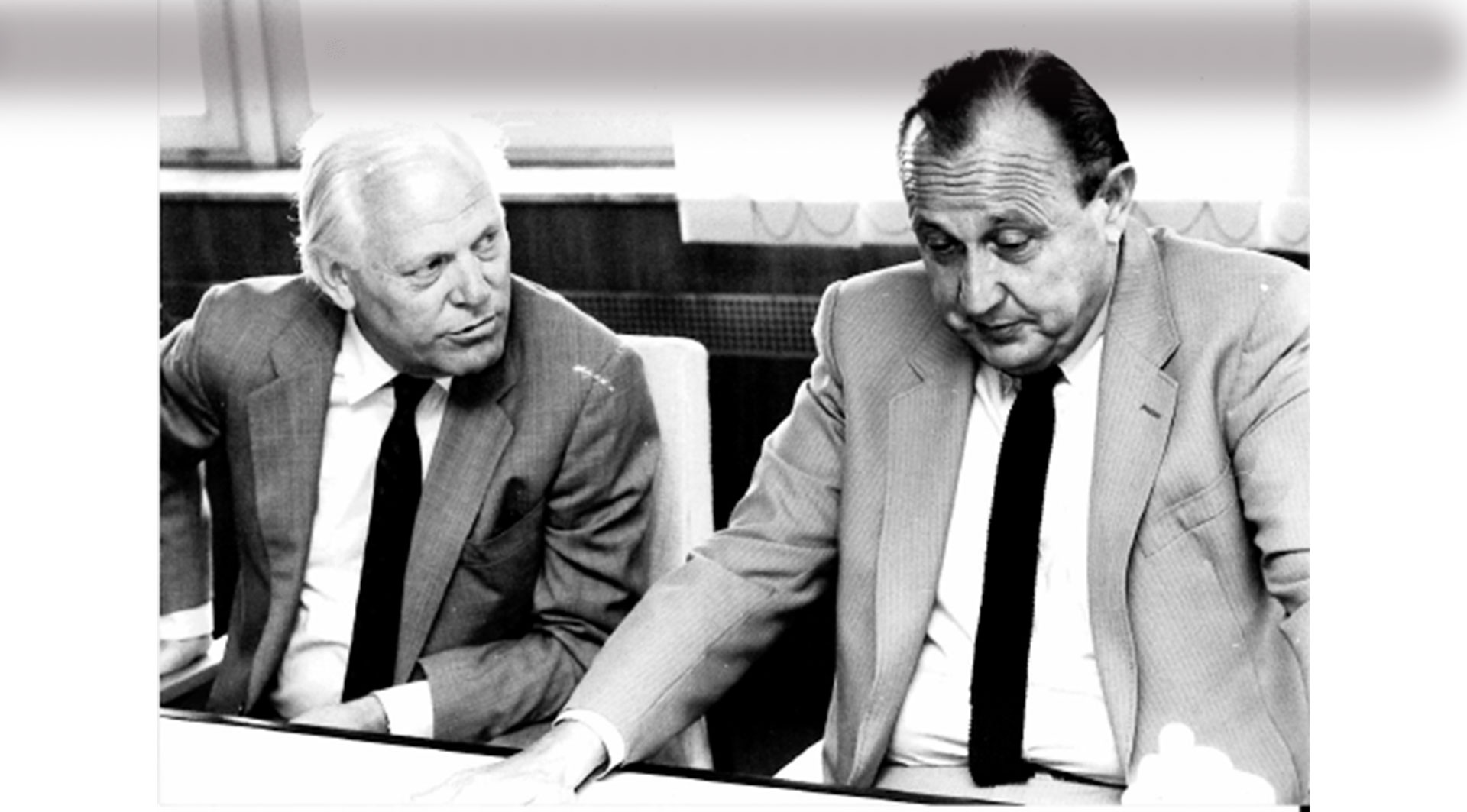
Friedhelm Kemna mit Hans-Dietrich Genscher

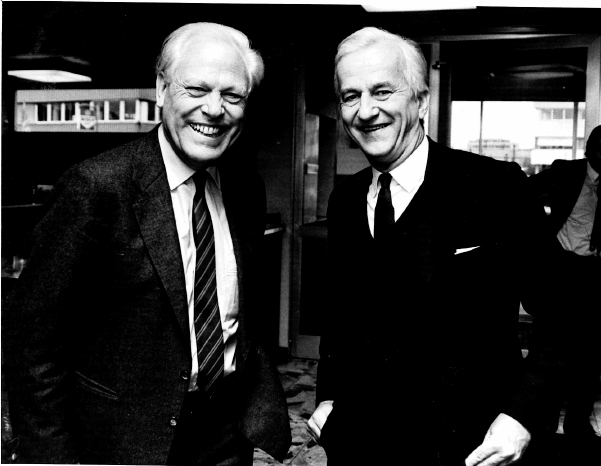
Friedhelm Kemna mit Richard von Weizsäcker

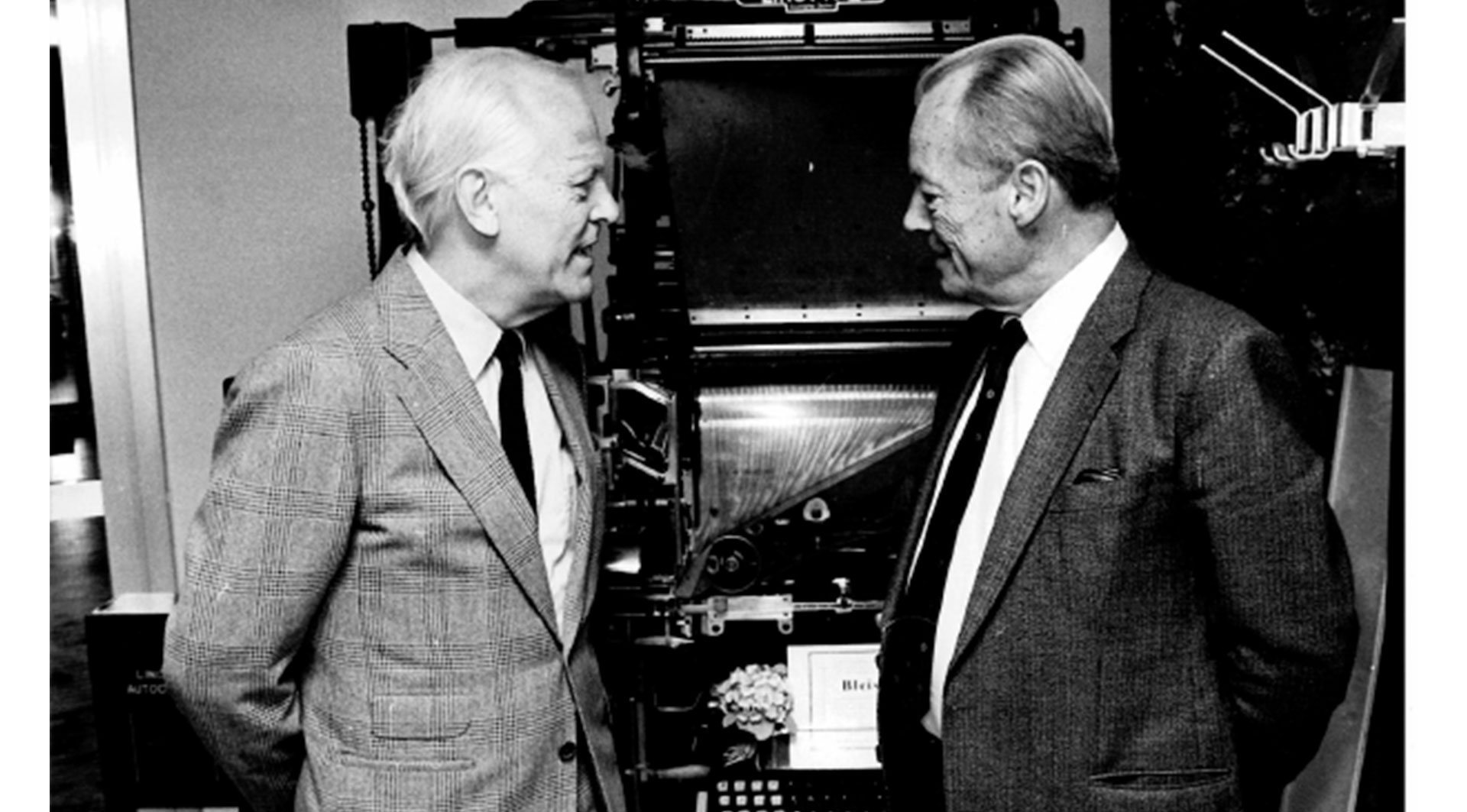
Friedhelm Kemna mit Willy Brandt

Nach seinem Umzug nach Bonn 1978 begann Friedhelm Kemna seine Arbeit als stellvertretender Chefredakteur und Chef der Auslandsredaktion der Welt in Bonn, wo er hauptsächlich für den Bereich der Außenpolitik zuständig war. Im Jahr 1983 wechselte er zum Bonner General-Anzeiger und arbeitete dort als Chefredakteur. Während seiner Zeit stieg die Auflage des Blattes um ca. 20.000-25.000. Seine Erfahrungen aus dem südostasiatischen Raum begleiteten Kemna weiterhin in seinem journalistischen Schaffen. In seinem Artikel Zwischen den Fronten vom 6. März 1983 fand Kemna eindrückliche Worte, um die Situation nach dem Vietnamkrieg zu beschreiben:

„Die Tragödie Indochinas hat einen grausamen langen Atem. Vietnamesen, Khmer und Laoten sind zu Hunderttausenden im Kreuzfeuer der Kriege und Stellvertreterkriege umgekommen. Unter sowjetischer Schirmherrschaft konnte Hanoi seinen Traum von der Hegemonie verwirklichen. Die Konfrontation mit der Volksrepublik China, die traditionelles Vorfeld einbüßte, wurde unausweichlich. Der Genozid einer steinzeitkommunistischen Revolution traf das Volk von Kambodscha, eines der liebenswürdigsten unter den Asiaten, millionenfach.“

Im September 1990 trennte sich der Bonner General-Anzeiger von Kemna aufgrund seiner Äußerungen zur Hauptstadtfrage und seiner Betrachtung der Berlin als auch der Bonn befürwortenden Perspektive. Sein Ausschluss vom Bonner General-Anzeiger löste eine breite Diskussion in Journalistenkreisen aus, erbrachte ihm aber auch den Respekt seiner Journalisten-Kollegen. Der Vorsitzende des Journalisten-Verbandes Hanns-Peter Herz schrieb im November 1990 in einem offenen Brief an den Bonner General-Anzeiger:

„Sie haben sich von Ihrem Chefredakteur, unserem Kollegen Friedhelm Kemna getrennt. Der Grund: Sie wollten in ihrer Zeitung keine differenzierte Haltung zum Thema deutsche Hauptstadt publiziert sehen. Ihre Entscheidung ist in der Geschichte der Bundesrepublik Deutschland ohne Beispiel. Sie erfüllt uns mit großer Sorge und Bestürzung.“

### Berlin
Nach Verlassen des Bonner General-Anzeigers zog Kemna 1990 wieder zurück nach Berlin und arbeitete als Welt-Autor zu den neuen Bundesländern. In Anerkennung seiner Unterstützung der US-Armee in Berlin wurde ihm 1995 der Commander´s Award for Public Service von der Armee der vereinigten Staaten verliehen. Ab 1995 engagierte er sich zusätzlich als Medienberater im Deutschen Bundestag, wo er unter anderem die Bundestagspräsidentin Rita Süssmuth beriet. Am 1. Oktober 1999 erhielt Kemna den Verdienstorden des Landes Berlin, um seine Bemühungen in Bezug auf die Hauptstadtfrage und die Entwicklung Berlins selbst zu würdigen.
Am 28. März 2007 starb Friedhelm Kemna in Berlin im Alter von 81 Jahren.

## Auszeichnungen
- 1986: Chevalier de l’Ordre national du Mérite
- 1987: Honorary Citizen of Alexandria, Virginia
- 1995: Commander’s Award for Public Service
- 1999: Verdienstorden des Landes Berlin

## Bildergalerie

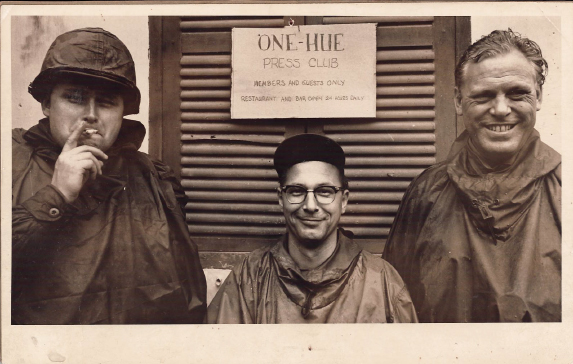
Friedhelm Kemna Press Club
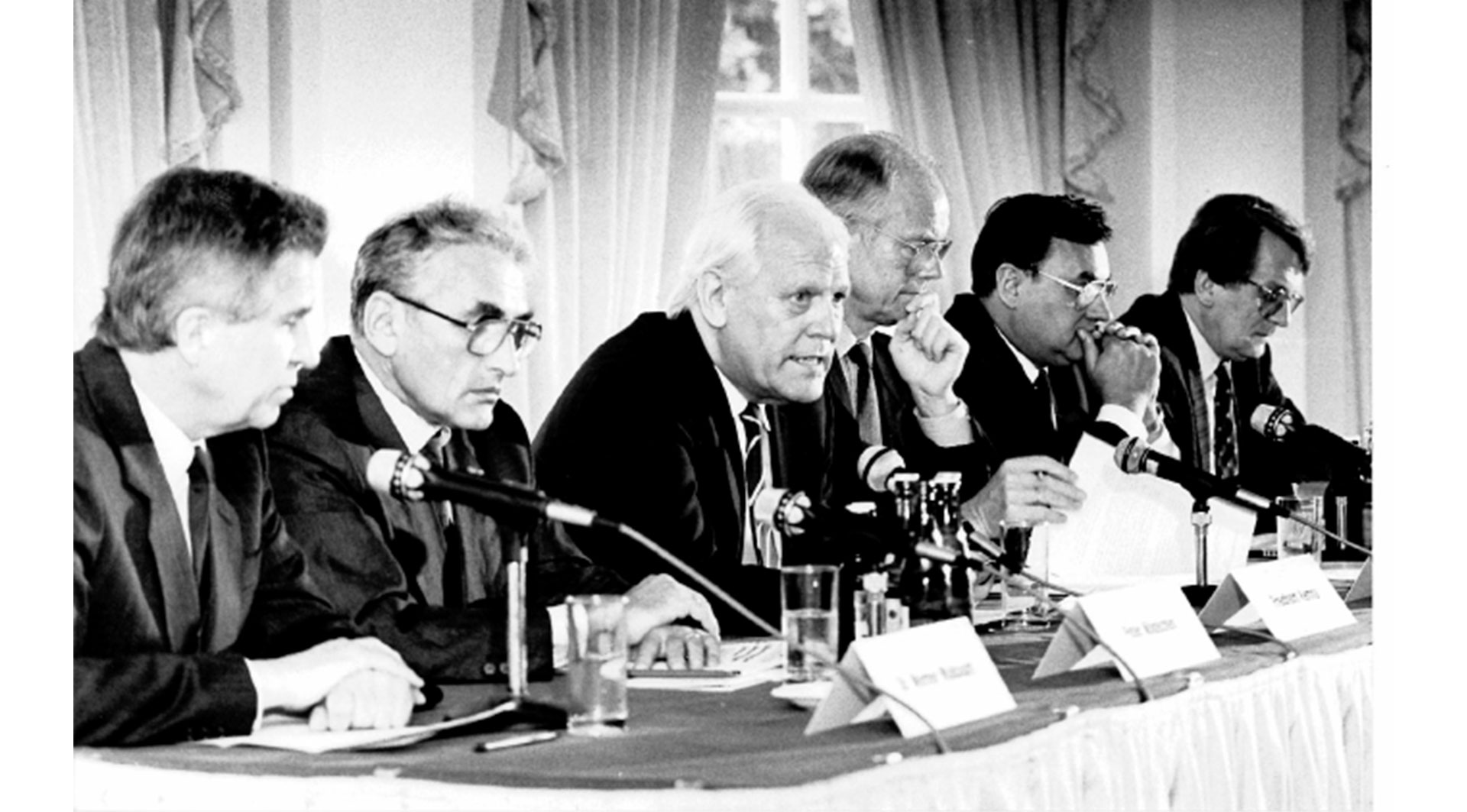
Friedhelm Kemna bei einer Pressekonferenz
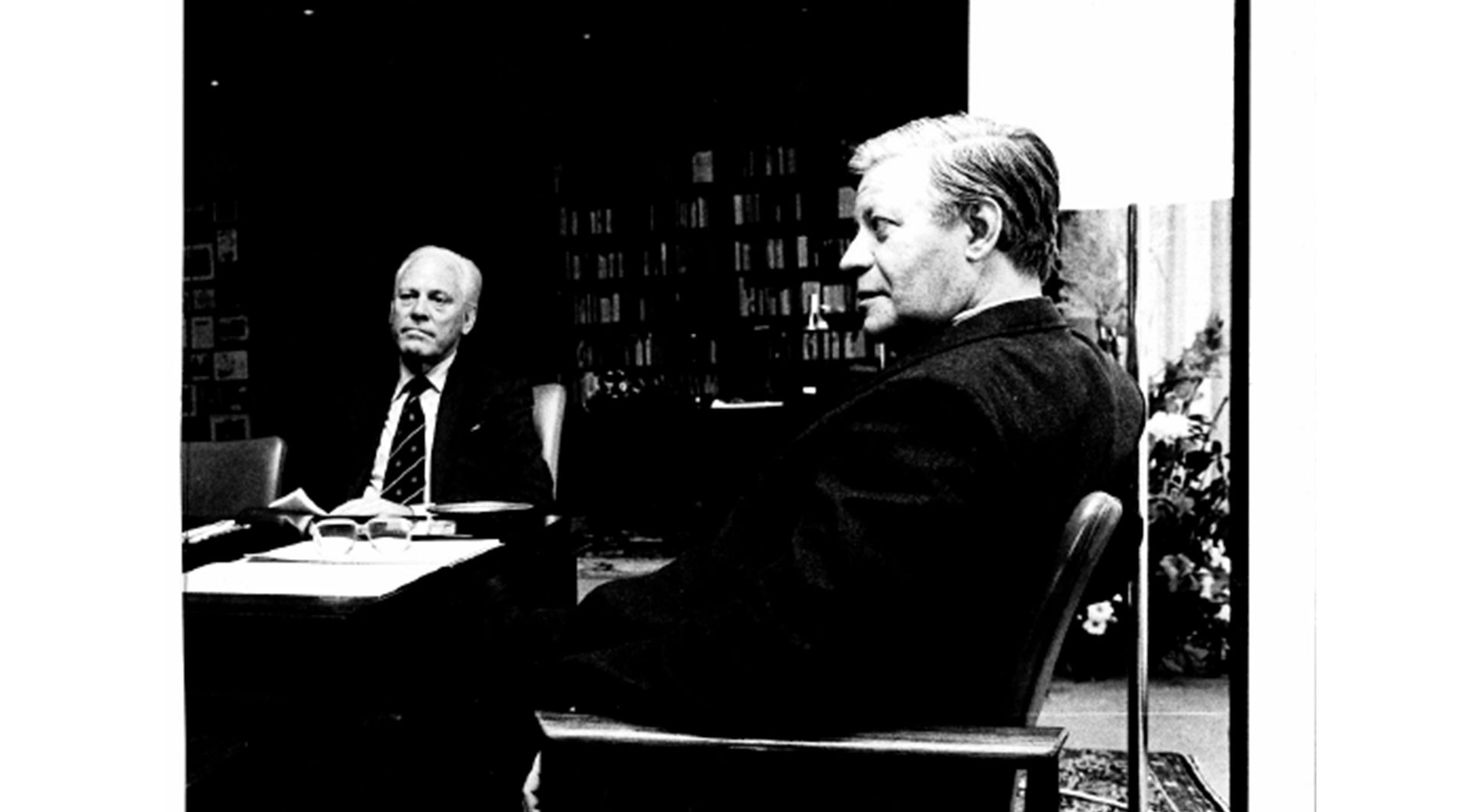
Friedhelm Kemna mit Bundeskanzler Helmut Schmidt
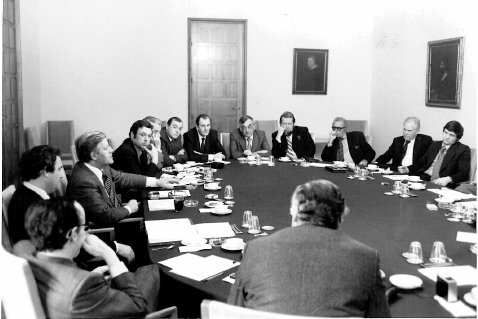
Friedhelm Kemna bei einer Sitzung mit Bundeskanzler Helmut Schmidt
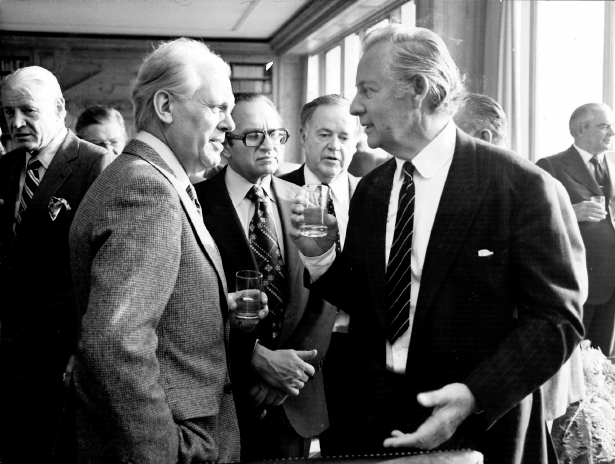
Friedhelm Kemna mit dem Journalisten Axel Springer
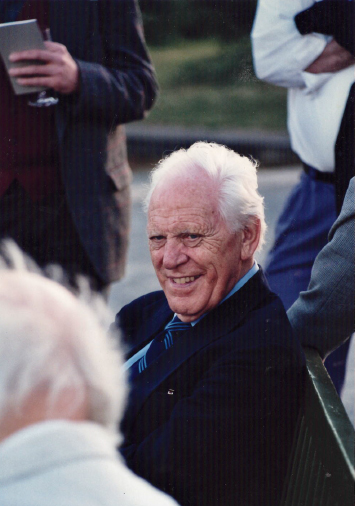
Friedhelm Kemna